# Дикастерия культуры и образования
Дикастерия культуры и образования (лат. Dicasterium ad culturam et educationem) — одна из шестнадцати Дикастерий Римской курии. Она была создана 5 июня 2022 года в результате слияния Папского совета по культуре и Конгрегации католического образования в соответствии с апостольской конституцией «Praedicate Evangelium», обнародованной 19 марта 2022 года.
На момент слияния в каждом из этих ведомств был кардинал на высшем руководящем посту, кардинал Джанфранко Равази в качестве председателя Папского Совета по культуре и кардинал Джузеппе Версальди в качестве префекта Конгрегации образования, а также тот факт, что оба были близки к выходу на пенсию по возрасту привело к предположению, что новую дикастерию возглавит кто-то другой, возможно, даже мирянин.

## Названия дикастерии
- Дикастерия культуры и образования (с 2022 — по настоящее время).

## Организация
Эта дикастерия разделена на две секции, которые отражают как название дикастерии, так и объединенные в неё организации: секция культуры, «посвященная продвижению культуры, пастырской деятельности и приумножению культурного наследия» и секция образование, которая «развивает основные принципы образования в отношении школ, католических и церковных высших учебных заведений и исследований». Дикастерия также отвечает за координацию работы других учреждений: Папской выдающейся академии изящных искусств и словесности виртуозов при Пантеоне, Папской Римской археологической академии, Папской Римской богословской академии, Папской академии Святого Фомы Аквинского, Папской международной академии мариологии, Папской академии христианских мучеников и Папской академии латыни.

### Секция культуры
Секция культуры способствует развитию отношений между Святым Престолом и миром культуры, способствуя диалогу для взаимного обогащения, «чтобы любители искусства, литературы, науки, техники и спорта... чувствовали себя признанными Церковью людьми в служение искреннего поиска истинного, хорошего и прекрасного». Она помогает епископам и конференциям епископов защищать и сохранять своё историческое наследие, чтобы оно было доступно для всех заинтересованных. Она поощряет диалог между многочисленными культурами, присутствующими в Церкви. 
Она помогает исследовательским программам церковных учреждений и по мере необходимости участвует в усилиях по продвижению культуры со стороны наций и международных организаций. Она способствует диалогу с теми, кто не исповедует никакой религии, но «ищет встречи с Божьей истиной»

### Секция образования
Секция образования сотрудничает с епископами и региональными конференциями епископов, чтобы установить и продвигать фундаментальные принципы, которые должны «реализоваться в контексте и культуре». Она издает нормы, определяющие критерии католического образования в конкретном культурном контексте, и «обеспечивает сохранение целостности католической веры в доктринальном учении». Способствует преподаванию католической религии в школах.
Она способствует развитию католических высших учебных заведений, чтобы подготовить студентов к их роли в церкви и обществе. Он способствует признанию степеней, присуждаемых Святым Престолом, другими странами. Она утверждает уставы церковных академических учреждений и контролирует их отношения с гражданскими властями. Она способствует сотрудничеству между церковными и католическими высшими учебными заведениями и их ассоциациями.

## Руководство Дикастерии

### Кардиналы-префекты
- кардинал Жозе Толентину Мендонса — (26 сентября 2022 — по настоящее время).

### Секретари

#### Секретари Дикастерии
- архиепископ Карло Мария Польвани — (12 января 2025 — по настоящее время).

#### Секретари секции по культуре
- епископ Пол Тай — (5 июня 2022 — по настоящее время).

#### Секретари секции по образованию
- монсеньор Джованни Чезаре Пагацци — (26 сентября 2022 — по настоящее время).

### Заместители секретаря
- монсеньор Мельчор Хосе Санчес де Тока-и-Аламеда — (5 июня 2022 — 14 июня 2023 — назначен докладчиком Дикастерии по канонизации святых);
- профессор Антонелла Шарроне-Алибранди — (25 ноября 2022 — 14 ноября 2023 — назначен судьёй Конституционного суда Италии);
- священник Антонио Спадаро, S.I — (14 сентября 2023[13] — по настоящее время);
- монсеньор Маттиас Амброз — (31 января 2024 — по настоящее время)

#### Заместители секретаря — адъюнкты
- монсеньор Карло Мария Польвани — (5 июня 2022 — 12 января 2025).